# Parque Nacional de Hortobágy

## História
O Parque Nacional de Hortobágy (Hortobágyi Nemzeti Park) é o maior parque nacional da Hungria. Foi criado em 1 de janeiro de 1973 sobre uma superfície de 52.000 hectares e depois ampliado, alcançando hoje a extensão de 82.000 hectares.
Em 1999 foi inscrito como Patrimônio Mundial da UNESCO pela sua importância na domesticação dos animais e do pastoreio da Hungria.